# 이윤기 (소설가)
이윤기(李潤基, 1947년 5월 3일~ 2010년 8월 27일)는 대한민국의 소설가이자 번역가, 신화학자이다. 대구광역시 군위군 우보면 두북동 2구에서 그는 9남매를 낳아 7남매를 키운 집의 막내로 태어났다. 그의 아버지는 그가 첫돌을 지낸 직후 세상을 떠났다. 그의 집안은 400년 가까이 안동에 터잡고 살다 의성을 거쳐 군위로 이주했다. 대대로 종8품 능참봉을 지낸 집안이다. 1958년 대구로 이사했다. 1977년 중앙일보 신춘문예에 〈하얀 헬리콥터〉로 문단에 데뷰했다. 1998년 중편소설 《숨은 그림 찾기》로 제 29회 동인문학상을 수상했다. 2000년 한국번역가상을 수상하였고, 소설집 《두물머리》로 제8회 대산문학상을 수상하였다.
2010년 8월 27일에 갑작스럽게 찾아온 심정지로 인하여 향년 64세를 일기로 세상을 떠났다.

## 연보
- 1947년 5월 3일 대구광역시 군위군 우보면 두북동 2구 출생.
- 1974년 잡지 학원 편집부 기자
- ~1980년 성결교신학대학교 신학대학원
- 순천향대학교 문학 명예박사
- 1991년~1996년 미국 미시간 주립 대학교 종교학 초빙연구원
- 미국 미시간 주립 대학교 문화인류학 객원 교수

## 작품
| 책 이름                              | 출시일 | 페이지 | 출판사         | 국제 표준 도서 번호 | 비고                     |
| ------------------------------------ | ------ | ------ | -------------- | ------------------- | ------------------------ |
| 하늘의 문                            | 2012년 | 1088쪽 | 열린책들       | ISBN 8932915946     | 장편, 재출간             |
| 사랑 풍경                            | 2012년 | 280쪽  | 섬앤섬         | ISBN 8997454021     | 단편, 이윤기…262p        |
| 봄날은 간다                          | 2011년 | 275쪽  | 섬앤섬         | ISBN 8996266582     | 단편                     |
| 전장의 인간2                         | 2011년 | 543쪽  | 섬앤섬         | ISBN 8996266566     | 번역서, 개정판           |
| 전장의 인간1                         | 2011년 | 606쪽  | 섬앤섬         | ISBN 8996266558     | 번역서, 개정판           |
| 유리 그림자                          | 2011년 | 151쪽  | 민음사         | ISBN 8937483351     | 단편집                   |
| 위대한 침묵                          | 2011년 | 177쪽  | 민음사         | ISBN 8937483343     | 단편집                   |
| 이윤기의 그리스 로마 영웅 열전. 2    | 2011년 | 203쪽  | 민음사         | ISBN 8937483335     | 신화                     |
| 이윤기의 그리스 로마 영웅 열전. 1    | 2011년 | 208쪽  | 민음사         | ISBN 8937483327     | 신화                     |
| 이윤기의 그리스 로마신화. 5          | 2011년 | 352쪽  | 웅진닷컴       | eBook               | PDF / 29.1MB             |
| 천로역정                             | 2010년 | 476쪽  | 섬앤섬         | ISBN 8996266531     | 신화                     |
| 플루타르코스 영웅전. 1               | 2010년 | 270쪽  | 휴먼앤북스     | ISBN 8960781010     | 이다희 옮김, 이윤기 감수 |
| 반야심경                             | 2010년 | 314쪽  | 섬앤섬         | ISBN 8996266523     | 번역서                   |
| 이윤기의 그리스 로마신화. 5          | 2010년 | 250쪽  | 웅진지식하우스 | ISBN 8901114135     | 신화교양서               |
| 잎만 아름다워도 꽃 대접을 받는다     | 2009년 | 295쪽  | 동아일보사     | ISBN 8970907556     | 문화비평서               |
| 길 위에서 듣는 그리스 로마 신화      | 2008년 | 266쪽  | 작가정신       | ISBN 8972881694     | 2002년 1쇄               |
| 장미의 이름(하)                      | 2008년 | 906쪽  | 열린책들       | ISBN 8932906769     | 2002년 1쇄               |
| 헤라클레스                           | 2008년 | 176쪽  | 아이세움       | ISBN 8937844478     | 신화                     |
| 이윤기의 그리스 로마 신화 세트 전4권 | 2007년 | 0000쪽 | 웅진지식하우스 | ISBN 8901072386     | 신화                     |
| 비밀의 계절. 2                       | 2007년 | 478쪽  | 문학동네       | ISBN 8954604536     | 번역서                   |
| 비밀의 계절. 1                       | 2007년 | 470쪽  | 문학동네       | ISBN 8954604528     | 번역서                   |

## 수상
- 1998년 제29회 동인문학상
- 2000년 제4회 한국번역가상
- 2000년 제8회 대산문학상